# 大花列当
大花列当（学名：Orobanche megalantha）为列当科列当属下的一个种。

## 扩展阅读
- 維基物種上的相關：大花列当